# Varanus priscus
Megalània (Varanus priscus) és una espècie extinta de sauròpsid (rèptil) escatós de la família dels varànids.
Aquesta espècie era part de la megafauna que van habitar el sud d'Austràlia durant el Plistocè, i sembla haver desaparegut fa uns 40.000 anys.
Es creu que megàlania tenia una ecologia semblant a la de l'actual dragó de Komodo (Varanus komodoensis). Les restes fòssils més joves de llangardaixos gegants a Austràlia daten de fa uns 50.000 anys. Els primers colons indígenes d'Austràlia podrien haver trobat megalànies i ser un factor en l'extinció del megalània.
És el llangardaix terrestre més gran que es coneix, arribant a una longitud estimada de 3,5 a 7 metres i amb un pes d'entre 97 i 1.940 kg, però la naturalesa fragmentària de les restes conegudes fan estimacions altament incertes.
Algunes classificacions l'inclouen al gènere Megalania amb el nom de Megalania prisca. Tot i que originàriament es considerava que megàlania era l'únic membre del gènere titular Megalania, avui en dia es considera un membre del gènere Varanus, estant estretament relacionat amb altres varànids australians.

## Taxonomia
Sir Richard Owen va descriure les primeres restes conegudes de megalània l'any 1859, a partir de tres vèrtebres entre una col·lecció d'ossos principalment marsupials adquirits pel Museu Britànic, recollits al llit d'un afluent del riu Condamine, a l'oest de la badia de Moreton, a l'est d'Austràlia. El nom «Megalania prisca» va ser encunyat al diari per Owen per significar «gran vagabund antic»; el nom va ser escollit «en referència a la naturalesa terrestre del gran Saure». Owen va utilitzar una modificació de la paraula grega «ἠλαίνω» (ēlainō; jo vago). L'estreta similitud amb la paraula llatina: «lania» (forma femenina de «carnisser») ha donat lloc a nombroses descripcions taxonòmices i populars de «Megalania» que tradueixen malament el nom com «antic carnisser gegant». Megalania ja no es considera un gènere vàlid, amb molts autors que prefereixen considerar-lo un sinònim júnior de Varanus, que engloba tots els varànids vius. Com que els gèneres Megalania i Varanus són respectivament femenins i masculí en gènere, els noms específics coincideixen: prisca (femení) i priscus (masculí).

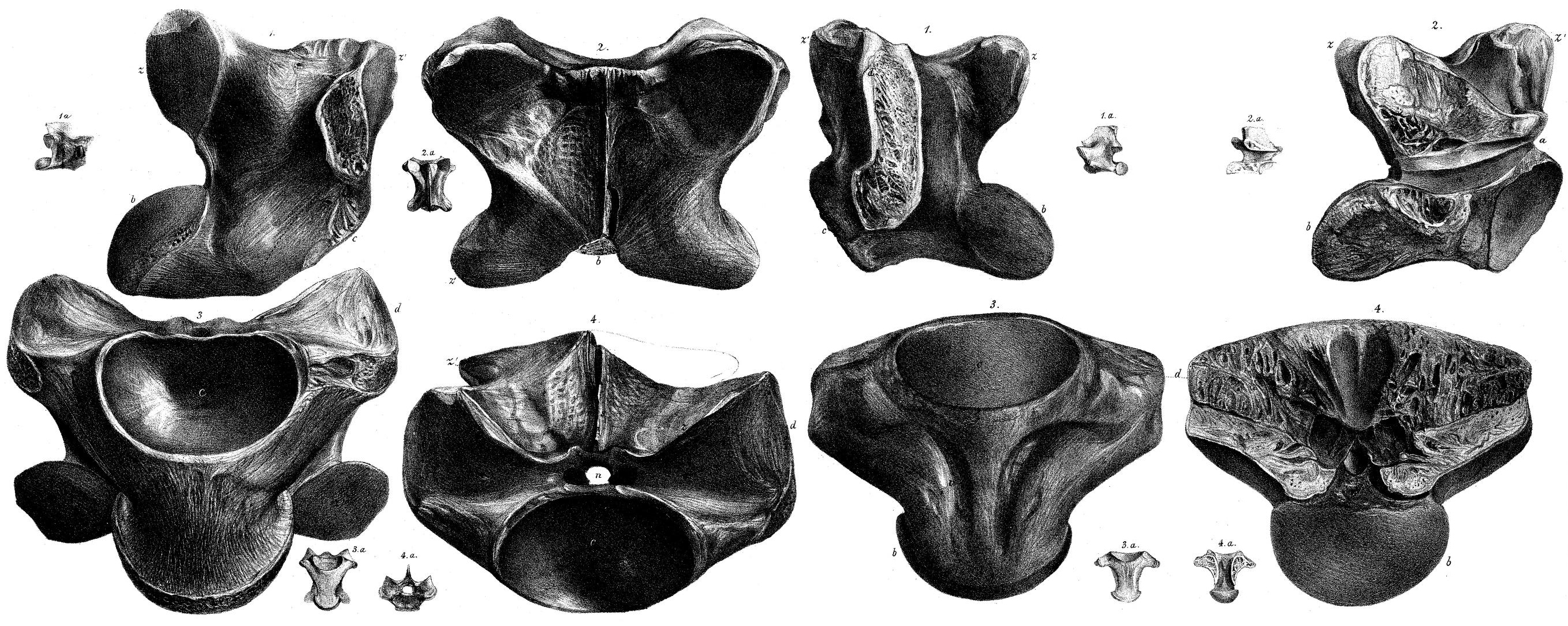
Il·lustració de les vèrtebres dorsals i cervicals originals, 1859

Megalania s'inclou dins de Varanus perquè la seva morfologia suggereix que està més relacionada amb algunes espècies de Varanus que amb altres, de manera que l'exclusió de V. priscus de Varanus fa que aquest darrer gènere sigui un grup antinatural. Ralph Molnar va assenyalar l'any 2004 que, encara que totes les espècies del gènere Varanus estiguessin dividides en grups actualment designats com a subgèneres, V. priscus encara es classificaria en el gènere Varanus, perquè aquest és el nom del subgènere actual, així com el nom del gènere, per a tots els varànids australians. A menys que altres espècies de varànids australians també estiguessin classificades cadascuna amb el seu propi gènere exclusiu, Megalania no seria un nom de gènere vàlid. No obstant això, Molnar va assenyalar que Megalània és adequada per a l'ús com a nom vernacle, més que com a nom científic, per a l'espècie Varanus priscus.

### Filogènia
Diversos estudis han intentat establir la posició filogenètica de megalània dins dels Varanidae. S'ha suggerit una afinitat amb el perentie (Varanus giganteus), el llangardaix viu més gran d'Austràlia, basant-se en la morfologia del sostre del crani.
- Filogènia[11]

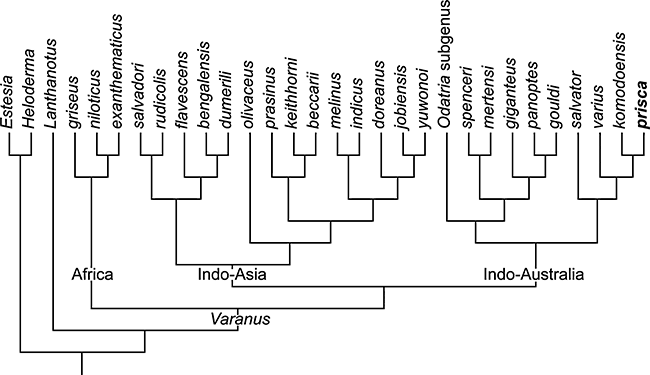
Filogènia

L'estudi exhaustiu més recent proposa una relació taxon-germana amb el gran dragó de Komodo (Varanus komodoensis) basant-se en similituds neurocranials, amb el varà encintat (Varanus varius) com el parent australià viu més proper. Per contra, el perentie (Varanus giganteus) es considera més estretament relacionada amb el varà de Gould (Varanus gouldii) i el varà d'Argus (Varanus panoptes).

## Mida
La manca d'esquelets fòssils complets o gairebé complets ha fet difícil determinar les dimensions exactes del megalània. Les primeres estimacions situaven la longitud dels individus més grans en 7 m, amb un pes màxim d'aproximadament 600-620 kg. El 2002, Stephen Wroe va reduir considerablement la mida del megalània, suggerint una longitud màxima de 4,5 m i un pes de 331 kg, amb una mitjana de 3,5 m i 97-158 kg, denunciant l'estimació anterior de longitud màxima de 7 m com a exageració basada en mètodes defectuosos. El 2009, Wroe es va unir a altres investigadors per augmentar l'estimació a almenys 5,5 m i 575 kg.

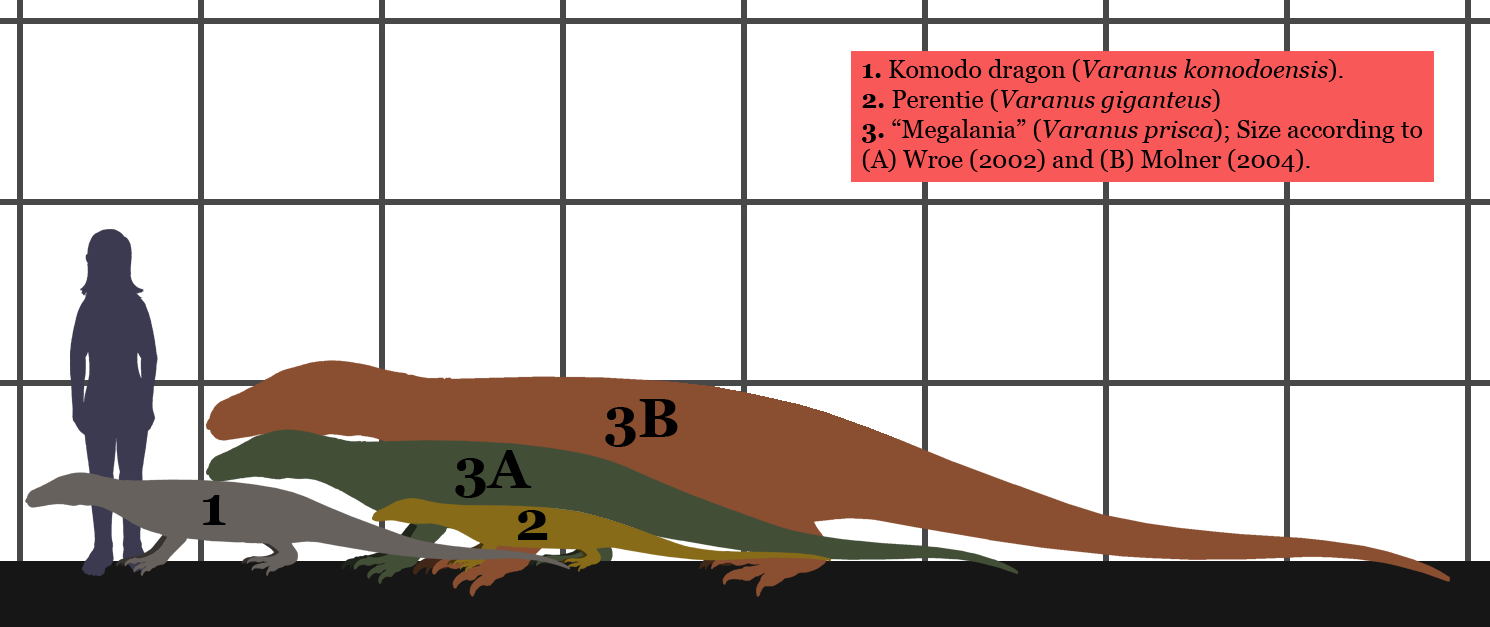
Dues estimacions de mida de megalània en comparació amb els varans existents i un humà; 1 (dragó de Komodo), 2 (perentie), 3a (megalània, [Wroe 2002]), 3b (megalània, [Molnar 2004])

En un llibre publicat el 2004, Ralph Molnar va determinar una sèrie de mides potencials per al megalània, fetes augmentant a partir de vèrtebres dorsals, després de determinar una relació entre l'amplada de les vèrtebres dorsals i la longitud total del cos. Si tingués una cua llarga i prima com el varà encintat (Varanus varius), hauria assolit una longitud de 7,9 m, mentre que si les proporcions de la cua i el cos fossin més semblants a les del drac de Komodo (Varanus komodoensis), llavors és més probable una longitud. uns 7 m. Prenent la longitud màxima de 7 m, va estimar un pes de 1.940 kg, amb una mitjana de 320 kg més prim.

## Palaeobiologia
Megalània és el llangardaix terrestre més gran que se sap que ha existit. A jutjar per la seva mida, s'hauria alimentat principalment d'animals de mida mitjana i gran, incloent qualsevol dels marsupials gegants com Diprotodon, juntament amb altres rèptils i petits mamífers, així com ocells i els seus ous i pollets. Tenia extremitats i cos molt construïts, un gran crani amb una petita cresta entre els ulls i una mandíbula plena de dents serrades i semblants a fulles.

Alguns científics consideren amb escepticisme l'afirmació que la megalània era l'únic, o fins i tot principal, depredador de la megafauna del Plistocè australiana. Observen que el lleó marsupial (Thylacoleo carnifex) ha estat implicat en la carnisseria de mamífers molt grans del Plistocè, mentre que la megalània no. A més, observen que els fòssils de megalània són extremadament poc freqüents, en contrast amb l'àmplia distribució de T. carnifex als dipòsits del Plistocè australià. Quinkana, un gènere de cocodrils terrestres que va créixer fins a 6 m i que va estar present fins fa uns 40.000 anys, també ha estat marcat com un altre depredador alfa de la megafauna australiana.

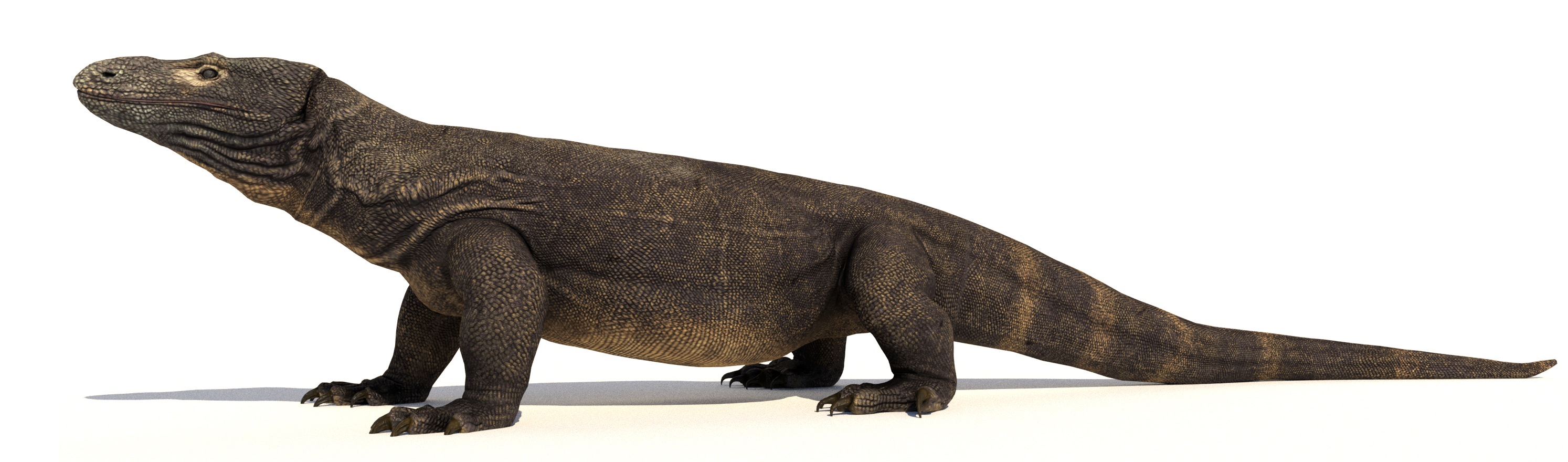
Restauració

Si s'hagués de reconstruir els ecosistemes que existien abans de l'arribada dels humans a Austràlia, s'ha suggerit la reintroducció dels dragons de Komodo (parent més proper de megalània).
Un estudi publicat el 2009 utilitzant les estimacions anteriors de mida de Wroe i una anàlisi de 18 espècies de llangardaixos estretament relacionades va estimar una velocitat de carrera de 2,6-3 m/s (9,4-10,8 km/h). Aquesta velocitat és comparable a la de l'actual cocodril australià (Crocodylus johnstoni) d'aigua dolça.
Les escates de megalània possiblement serien similars a les dels seus parents existents, posseint una microestructura de bresca i alhora duradora i resistent a l'evaporació de l'aigua.

### Verí
Juntament amb altres llangardaixos varànids, com el dragó de Komodo (Varanus komodoensis) i el varà del Nil (Varanus niloticus), megalània pertany al clade proposat Toxicofera, que conté tots els clades de rèptils coneguts que posseeixen glàndules bucals secretores de toxines, així com els seus parents propers verinosos i no verinosos, inclosa la Iguania, Anguimorpha, i serps.

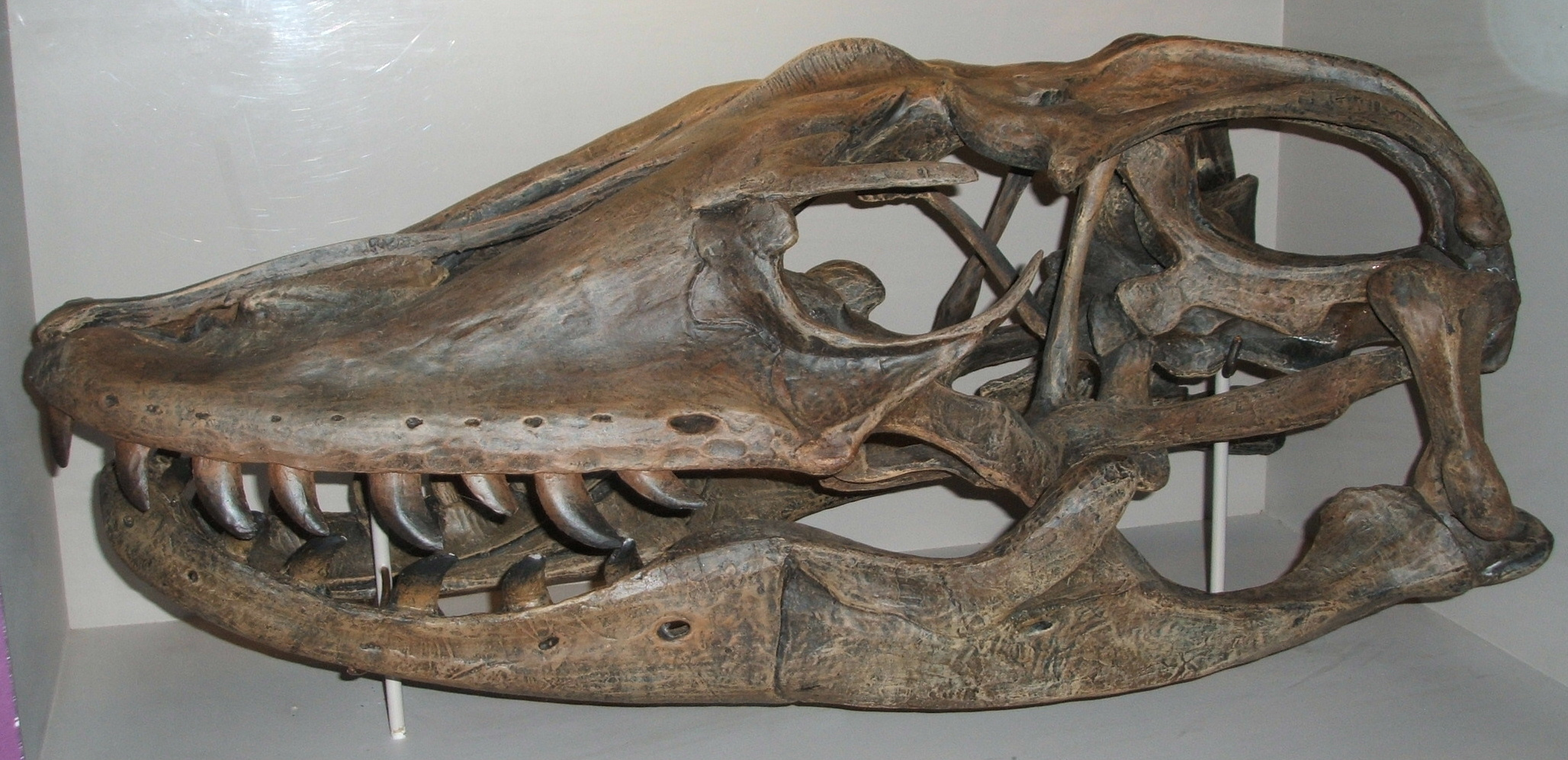
Hipotètic crani de megalània, al Museu de la Ciència de Boston

Els varànids estretament relacionats utilitzen un verí potent que es troba a les glàndules de l'interior de la mandíbula. S'ha demostrat que el verí d'aquests llangardaixos és una hemotoxina. El verí actuaria com a anticoagulant i augmentaria molt el sagnat que la presa tenia per les seves ferides. Això disminuiria ràpidament la pressió arterial de la presa i provocaria un xoc sistèmic. En ser membre d'Anguimorpha, megàlania podria haver estat verinòs i, si fos així, seria el vertebrat verinós més gran conegut.

## Extinció
Les restes més recents de l'espècie daten del Plistocè superior, i les restes més recents possiblement referides a l'espècie són un gran osteoderma que data de fa aproximadament 50.000 anys del Parc Nacional de les Coves del Mont Etna, al centre-est de Queensland. Un estudi va examinar la morfologia de nou llangardaixos varànids actuals estretament relacionats i després els va escalar al·lomètricament i els va comparar amb V. priscus, va trobar que la musculatura de les extremitats, la postura, la massa muscular i la possible composició muscular de l'animal probablement haurien estat ineficients quan va intentar superar els primers colons humans que van colonitzar Austràlia durant aquest temps.
Els enfrontaments entre megalània i els primers aborígens australians poden haver inspirat històries de criatures temibles com el whowie.

## Presumpta supervivència actual
Malgrat que V. priscus es va extingir fa 40.000 anys, hi ha hagut nombrosos informes i rumors que defensen que una població supervivent habita Austràlia, i a vegades a Nova Guinea, en dates tan recents com a finals de la dècada del 1990.
El criptozoòleg australià Rex Gilroy creu que V. priscus sobreviu avui dia, i que és només qüestió de temps que un exemplar sigui capturat amb vida. Tanmateix, la possibilitat d'una població supervivent en el sud d'Austràlia no és acceptada per la majoria dels científics, perquè els informes sobre llangardaixos gegants només va començar després que el V. priscus fos descrit per primera vegada.

## En la cultura popular
Megalania apareix en la sèrie documental de la BBC Monsters We Met.